# Honda CRM R
Le Honda CRM R sono le motociclette da motocross della Honda (le CR) che una volta importate in Italia vengono preparate dall'importatore HM per il supermotard e l'uso stradale. Infatti la sigla HM sta per Honda-Montesa, mentre i modelli prodotti direttamente da Honda si chiamano Honda CRM R.
Lo stesso accade per le versioni 4 tempi che dal 2001 sono convertite in HM CRM F con un ulteriore suffisso "R" o "X", la versione "X" è stata prodotta a partire dal 2004.

## Descrizione
Questa moto  si differenzia dalla versione CR per le ruote da 17 pollici, l'impianto frenante da moto stradale e il parafango anteriore accorciato, il nuovo proiettore a due elementi, le coperture sono da 120/70-17 all'anteriore e 150/60-17 al posteriore, il freno a disco anteriore è da 320 mm, mentre quello posteriore è da 240 mm.

## Cilindrate
- 125 Prodotta dal 2001 al 2007
- 250 Prodotta dal 2001 al 2002
- 500 Prodotta nel 2001